# オメロ・マンシ
オメロ・マンシ（Homero Manzi, 1907年11月1日 - 1952年5月3日）は、アルゼンチン人で、タンゴの楽曲 「スール」 Sur の作詞で知られる。その他、作詞したタンゴは、多数に上る。

## 生涯
ジャーナリズムの仕事に短い間勤めた後、文学と教授をしていたが、「急進市民同盟」 Unión Cívica Radical の党員だったため、教授を辞めることとなり、芸術の道に進む。
1931年に、セバスティアン・ピアナ作曲で、オメロ・マンシが作詞したミロンガ・センチメンタル Milonga sentimental がヒットする。ミロンガやタンゴの作詞家としてヒット作を出す。タンゴの街 Barrio de tango で、アニバル・トロイロ作曲のタンゴの作詞を初めて手がける。
オメロ・マンシ作詞の最も有名なタンゴは、1948年のスールであろう。サンファンとボエドという、「スール」 の出だしに出てくる地名の場所の角のオメロ・マンシがこの歌詞を書いたとされる喫茶店は閉店したが、その場所に、エスキーナ・デ・オメロ・マンシ Esquina de Omero Manzi というタンゲリアがある。
1952年にオメロ・マンシは死去する。死ぬ前の遺作は、「ペロンに捧げるミロンガとエビータに捧げるミロンガ」 Milonga a Perón y Milonga a Evita　である。当時の大統領のフアン・ペロンの体制に反対の立場だったオメロ・マンシのエスプリがうかがえる。
アニバル・トロイロは、オメロ・マンシを悼み、レスポンソ Responso と ア・オメロ A Homero というタンゴ2曲を作曲した。

## オメロ・マンシ作詞の有名なタンゴ・ミロンガ ・ワルツ
- ミロンガ・センチメンタル Milonga sentimental
- マレーナ Malena
- タンゴの街 Barrio de tango
- 下町のロマンス Romance de barrio
- チェ・バンドネオン Che bandonón
- スール Sur